# Linse (kage)
 For alternative betydninger, se Linse. (Se også artikler, som begynder med Linse)
|  | Opdelingsforslag Denne artikel er foreslået opdelt i artiklerne Linse (kage) og Linzer Torte. (Diskutér forslaget). Hvis opdelingen sker, skal det fremgå af beskrivelsesfeltet, at opdelingen er sket (hvorfra og hvortil) eller af artiklens diskussionsside. |

En linse er en lille, flad, tør konditorkage som kan indeholde creme, rabarber eller makron.   Betegnelsen på tysk er Linzer Torte efter den østrigske by Linz.

Ofte tilskrives opfindelsen af linsen eller linsedejen den bayersk-østrigske konditor Johann Konrad Vogel (1796-1883), men hans indsats begrænser sig snarere til at have gjort kagen populær ved masseproduktion og udbredelse.
Ifølge fødevarehistoriker Bi Skaarup skulle en tilsvarende tørkage være at finde i en dansk kogebog fra 1648.[kilde mangler]
Den danske tørkage linse er en mørdejsskal med vaniljecreme og mørdejslåg.